# سیارک ۱۴۵۶۷
سیارک ۱۴۵۶۷ (به انگلیسی: 14567 Nicovincenti، نامگذاری:1998MQ8) چهارده هزار و پانصد و شصت و هفتمین سیارک کشف شده‌است که در ۱۹ ژوئن ۱۹۹۸ کشف شد.
قدر مطلق سیارک برابر ۱۷.۸ است.